# Kwabbepolder
De Kwabbepolder is een voormalig waterschap in de provincie Groningen.
De molen werd gebouwd in 1818, het waterschap formeel opgericht in 1872. Al kort daarna bleek dat de keuze voor de locatie van de bemaling geen goede afwatering garandeerde. Het waterschap werd daarom al in 1877 toegevoegd aan Het Lageland.
Waterstaatkundig gezien ligt het gebied sinds 2000 binnen dat van het waterschap Hunze en Aa's.